# The Matinee Idol
The matinee idol és una pel·lícula estatunidenca dirigida per Frank Capra, estrenada el 1928.

## Argument
Don Wilson és un famós actor de Broadway. Extenuat pel seu "one man show", reposa un cap de setmana en el camp. Té una avaria precisament allà on es troben els Bolívar, tropa ambulant que presenta un modest espectacle.

## Repartiment
- Bessie Love: Ginger Bolivar
- Johnnie Walker: Don Wilson
- Ernest Hilliard: Arnold Wingate
- Lionel Belmore: Jasper Bolivar
- David Mir: Eric Barrymaine

## Anècdota
Aquesta pel·lícula és una de les nombroses "velles pel·lícules" que es van considerar molt de temps com a perdudes i que es va trobar.  The matinee idol  va ser trobada als cellers de la Filmoteca francesa.